# Torre Coxton

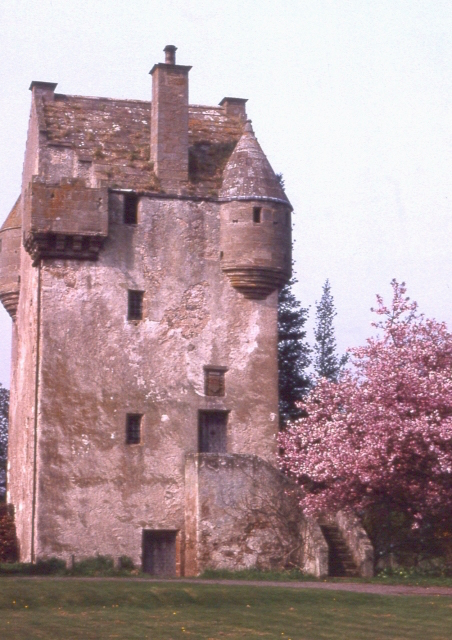
Torre Coxton, Escócia

A Torre Coxton (em inglês:  Coxton Tower) é uma torre do século XVII localizada em St. Andrews Lhanbryde, Moray, Escócia.

## História
Alexander Innes, que morreu em 1612, pode ser considerado o fundador da torre e que foi completada pelo seu neto. Datada provavelmente entre 1641 ou 1644.
A torre de 4 andares, é um dos melhores exemplos de torres medievais usadas como habitação dos séculos XIV e XV.
Sobre a porta de entrada existe uma pedra de armas com inscrições e uma data; a parte superior 'RI 1644 AI', em que 'RI' refere-se a Robert Innes de Invermarkie, 'AI' refere-se a Alexander Innes de Coxton; a parte inferior 'JR / KG', em que 'JR' refere-se a Janet Reid e 'KG' refere-se a Kate Gordon, 1ª e 2ª esposas respetivamente de Alexander Innes de Coxton, que morreu a 6 de outubro de 1612 e que foi enterrado em Lhanbryde.
A sua última ocupação data de 1900.
Encontra-se classificado na categoria "A" do "listed building" desde 26 de janeiro de 1971.